# Irma Wikström
Irma Wikström (18 de diciembre de 1900 – 7 de enero de 1969) fue una actriz finlandesa.

## Biografía
Su verdadero nombre era Iris Irma Maria Meriluoto, y nació en Sortavala, en la actualidad parte de Rusia, siendo sus padres Theodor Meriluoto y Anna Honkanen. Cursó estudios primarios en Víborg y aprendió canto bajo la tutela de Zenaida Kretz y Sofia Roiha.
Comenzó su carrera artística como actriz de opereta en Víborg en 1919–1920. Posteriormente trabajó para diferentes teatros: Työväen Teatteri de Pori en 1920–1923, Työväen Teatteri de Víborg en 1923–1933, Työväen Teatteri de Tampere en 1933–1936, Ympäristöteatteri de Víborg en 1936–1939, Teatro de Lappeenranta en 1940–1942, Kaupunginteatteri de Víborg en 1942–1943, Teatro de Lahti en 1943–1944, y Kaupunginteatteri de Kuopio en 1944–1948.
Entre sus papeles figuran el de Anisja en la pieza de León Tolstói Pimeyden valta, Porcia en la de William Shakespeare El mercader de Venecia, Liisa en Pohjalaisia, y Joana en Iloinen sanoma.
Wikström trabajó también para el cine, haciendo algunos papeles de reparto en películas rodadas en los años 1950, dos de ellos sin aparecer en los títulos de crédito.
Irma Wikström falleció en 1969, a los 68 años de edad.

## Filmografía
- 1952 : ...ja Helena soittaa
- 1952 : Suomalaistyttöjä Tukholmassa
- 1953 : Kolmiapila
- 1955 : Näkemiin Helena
- 1956 : Lain mukaan